# Prázdniny v Římě
Prázdniny v Římě (v anglickém originále Roman Holiday) je americká filmová romantická komedie režiséra Williama Wylera firmy Paramount Pictures z roku 1953, v němž hlavní role ztvárnily hollywoodské hvězdy Gregory Peck a Audrey Hepburnová. Autorem scénáře byl známý spisovatel a scenárista Dalton Trumbo, který ovšem v té době nesměl psát, neboť byl na hollywoodské černé listině, takže v původních filmových titulcích nebyl uveden.

## Děj
Mladičká princezna Anna (Audrey Hepburnová), následnice trůnu, cestuje po Evropě. Státnické povinnosti ji však přestávají bavit, je jimi unavena a přesycena. Při státní návštěvě Říma se náhle rozhodne alespoň na chvíli od náročného života královské dcery utéct a v ulicích italské metropole se ztratit. Na své dobrodružné cestě poznává mnoho lidí, včetně amerického novináře Joea Bradleyho (Gregory Peck). Novinář  i jeho přítel, fotograf Irving Radovich (Eddie Albert), vidí zpočátku v uprchlé princezně pouhou senzací. Postupně se však Joe do půvabné princezny zamiluje, ona jeho lásku opětuje. Film končí bolestným rozchodem obou hlavních postav.

## Herecké obsazení
- Gregory Peck – Joe Bradley, novinář americké zpravodajské agentury
- Audrey Hepburnová – korunní princezna Anna (alias Anna Smithová respektive Aňa)
- Eddie Albert – Irving Radovich, fotograf
- Hartley Power – pan Hennessy, šéfredaktor
- Harcourt Williams – velvyslanec
- Margaret Rawlingsová – hraběnka Verebergová
- Tullio Carminati – generál Provno
- Paolo Carlini – Mario Delani, kadeřník
- Claudio Ermelli – Giovanni, domácí Joea Bradleyho
- Paola Borboniová – uklízečka
- Alfredo Rizzo – taxikář
- Laura Solariová – sekretářka velvyslanectví
- Gorella Gori – prodavač bot
- Heinz Hindrich – Dr. Bonnachoven
- John Horne – uvaděč
- Andrea Esterhazyová – pracovník velvyslanectví
- Ugo De Pascale – pracovník velvyslanectví

Audrey Hepburnová za svoji první hlavní filmovou roli v americkém filmu získala cenu Americké akademie filmového umění a věd Oscara.

## Galérie

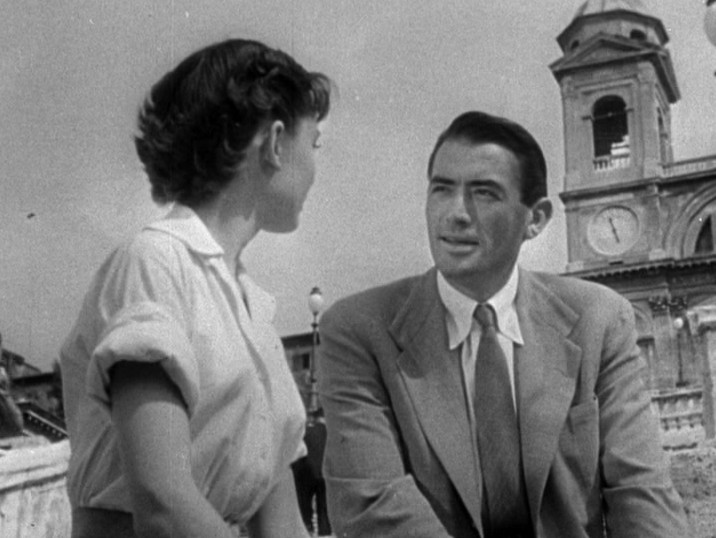
Scéna setkání Anny a Joea na Španělských schodech
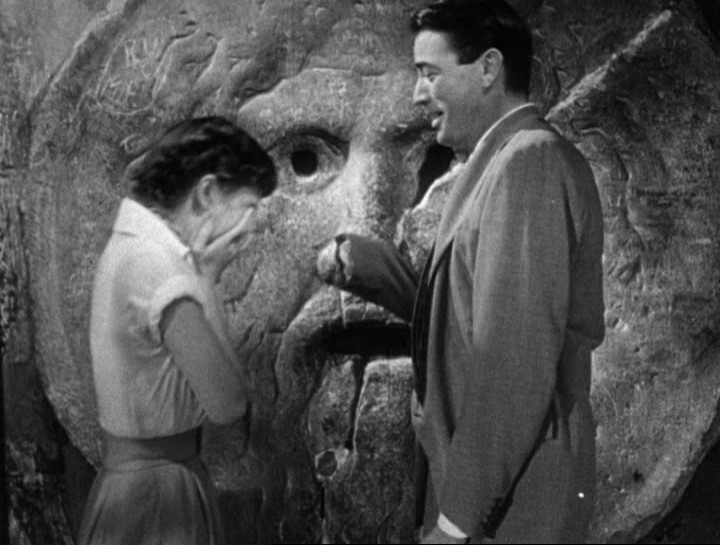
Scéna u úst pravdy v Římě (jako jediná byla natočena jediným záběrem)
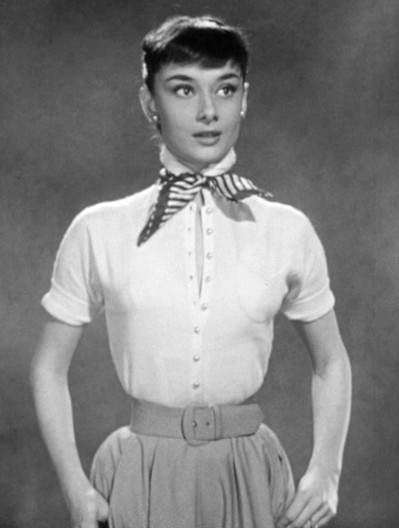
Obrázek z kamerové zkoušky před natáčením, část zkoušky byla použita v reklamním traileru pro propagaci snímku

## Zajímavosti
- Celý snímek byl kompletně natočen v italské metropoli v Římě
- Jedním ze dvou kameramanů filmu byl Franz Planer, což byl rodilý Čech původním jménem František Plánička. Kromě tohoto vynikajícího filmu, mimo jiné, také natočil jiný legendární snímek s Audrey Hepburnovou, film Snídaně u Tiffanyho, dále také snímky Co se nepromíjí a Dětská hodinka.